# Ulsan

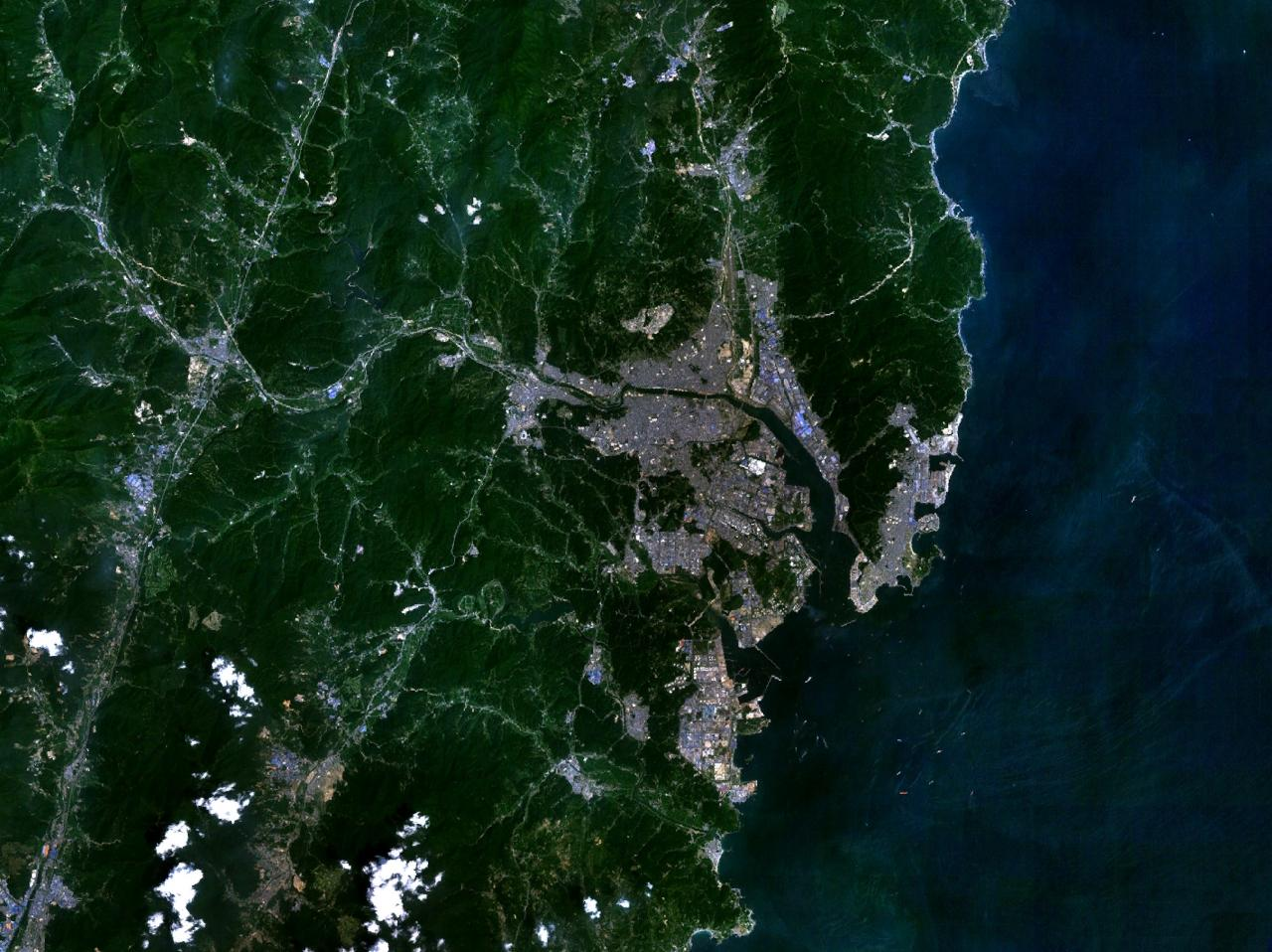
Satellitenbild von Ulsan

Ulsan ist eine Stadt im Südosten von Südkorea. Die Stadt liegt am Japanischen Meer, etwa 70 Kilometer nordöstlich von Busan. In der eigentlichen Stadt leben 938.005 Menschen, in der ganzen Stadtprovinz, zu der auch ein Landkreis gehört, waren es 1.168.469 im Jahr 2019. Ulsan ist politisch unabhängig von der Provinz Gyeongsangnam-do, in der es liegt. In der Stadt ist die Universität Ulsan ansässig.  

## Stadtbezirke
Das Stadtgebiet ist in vier Stadtteile (Gu) und einen Landkreis (Gun) unterteilt. Diese sind:
- Buk-gu (북구, 北區)
- Dong-gu (동구, 東區)
- Jung-gu (중구, 中區)
- Nam-gu (남구, 南區)
- Ulju-gun (울주군, 蔚州郡)

## Wirtschaft
Die Stadt ist das Herz der gleichnamigen Industriezone, in der auch der international tätige Konzern Hyundai beheimatet ist. Bis 1962 war Ulsan vor allem ein Seehafen und ein Marktplatz für Fischereiprodukte.
1962 wurde Ulsan im Rahmen von Südkoreas erstem Fünfjahresplan ein offener Hafen. Im gleichen Jahr wurde auch der Hafen von Pangojin Teil der Stadt. Zudem wurden große Industrien aufgebaut, besonders Ölraffinerien, Düngerfabriken, Automobilherstellung und Schwerindustrie. Bei Hyundai Heavy Industries werden heute (2012) die größten Containerschiffe der Welt gebaut.
Nach einem Bericht der Nachrichtenagentur Reuters ist Ulsan die Stadt in Südkorea mit dem höchsten Pro-Kopf-Einkommen.

## Städtepartnerschaften
- Hagi, Japan, seit 1968
- Hualien, Republik China (Taiwan), seit 1981
- Portland, Vereinigte Staaten, seit 1987
- Changchun, Volksrepublik China, seit 1994
- İzmit, Türkei, seit 2002
- Santos, Brasilien, seit 2002
- Khánh Hòa, Vietnam, seit 2002
- Tomsk, Russland, seit 2003

## Seegefecht bei Ulsan
Während des Russisch-Japanischen Kriegs (1904–1905) fand am 14. August 1904, vier Tage nach der russischen Niederlage in der Seeschlacht im Gelben Meer, das Seegefecht bei Ulsan, auch als „Seeschlacht im Japanischen Meer“ bekannt, zwischen zwei Panzerkreuzergeschwadern statt, das ebenfalls mit einem japanischen Sieg endete.

## Söhne und Töchter der Stadt
- John A. Choi Jae-seon (1912–2008), römisch-katholischer Bischof von Pusan (1957–1973)
- Shin Kyuk-ho (1921–2020), japanisch-südkoreanischer Manager
- David Yonggi Cho (1936–2021), christlicher Evangelist
- Park Sung-hwa (* 1955), Fußballspieler und -trainer
- Kim Ha-gi (* 1958), Schriftsteller
- Bang Hyeon-seok (* 1961), Schriftsteller
- Lee Jung-mi (* 1962), Richterin
- Kim Young-hee (1963–2023), Basketballspielerin
- Seo Jung-hyup (* 1965), Politiker
- Park Min-gyu (* 1968), Schriftsteller
- Kim Tae-hee (* 1980), Schauspielerin
- Cho Byung-kuk (* 1981), Fußballspieler
- Lee Jin-ho (* 1984), Fußballspieler
- Lee Wan (* 1984), Schauspieler
- Seo In-guk (* 1987), Sänger und Schauspieler
- Cho Young-cheol (* 1989), Fußballspieler
- Jung Woo-young (* 1989), Fußballspieler
- Cho Ji-hun (* 1990), Fußballspieler
- Kim Seung-gyu (* 1990), Fußballspieler
- Lee Jae-sung (* 1992), Fußballspieler
- Lee So-hee (* 1994), Badmintonspielerin
- Masayoshi Takayanagi (* 1994), japanischer Fußballspieler
- Han So-hee (* 1994), Schauspielerin und Model
- Kim Nam-joon (* 1994), K-pop Idol, Leader BTS
- Lee Hye-in (* 1995), Degenfechterin
- Jin Sang-min (* 1996), Fußballspieler
- Lee Hye-kyeong (* 1996), Judoka
- Kim Ga-eun (* 1998), Badmintonspielerin
- Kim Su-ji (* 1998), Wasserspringerin
- Seol Young-woo (* 1998), Fußballspieler
- Jeong Woo-yeong (* 1999), Fußballspieler
- Choo Hyo-joo (* 2000), Fußballspielerin
- Keum Ji-hyeon (* 2000), Sportschützin
- Park Tae-joon (* 2004), Taekwondoin